# Валютний ризик
Валю́тний ри́зик — коливання курсів (валютних курсів) породжують ризик при експортно-імпортних операціях. В умовах знецінювання валют цей ризик стає значним для імпортерів, особливо при довгострокових угодах, а також при продажі товарів у кредит.
Валютний ризик — це ймовірність виникнення можливих збитків унаслідок несприятливих змін курсів іноземних валют. Фактори, які впливають на ризик, можна розподілити на дві групи:
збільшують ризик:
- коливання валютних курсів;
- відкриті валютні позиції.

зменшують ризик:
- ліміти позицій за валютами;
- контроль за ризикам з боку керівництва;
- використання методів хеджування.

У банківській діяльності валютний ризик може набувати вагомого значення, в залежності від типу операцій банку, й тому в Україні регулюється, зокрема, економічними нормативами діяльності банків.